# Olympia looping
Olympia looping est un parcours de montagnes russes assises transportable construit par Anton Schwarzkopf et Werner Stengel et appartenant à Rudolf Barth. Il a ouvert en 1989. Il est l'un des parcours de montagnes russes transportable le plus grand du monde et le seul à posséder 5 loopings verticaux. Il est visible sur plusieurs fêtes foraines allemandes, notamment lors de l'Oktoberfest.
L'Olympia looping est connu pour ses 5 loopings, chacun de couleur différente et qui font penser aux anneaux olympiques. La structure totale pèse dans les 900 tonnes et nécessite une surface au sol de 86.5 par 38.5 mètres.

## Incident
Le 27 septembre 2008, le train de Olympia looping s'est bloqué à 30 mètres du sol, obligeant l'intervention des pompiers de Munich pour libérer les 20 passagers. 

## Galerie

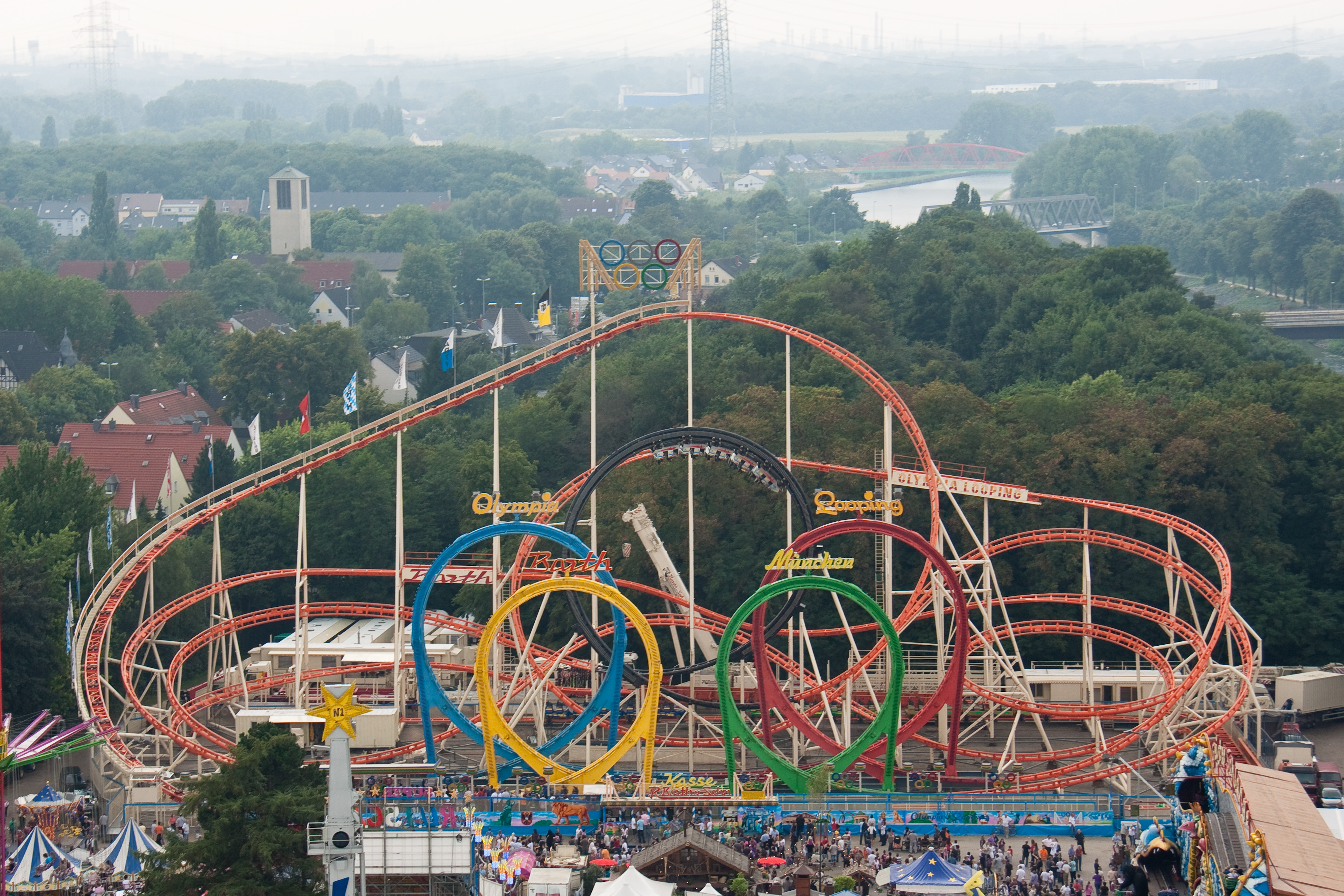
Vue globale d'Olympia looping.
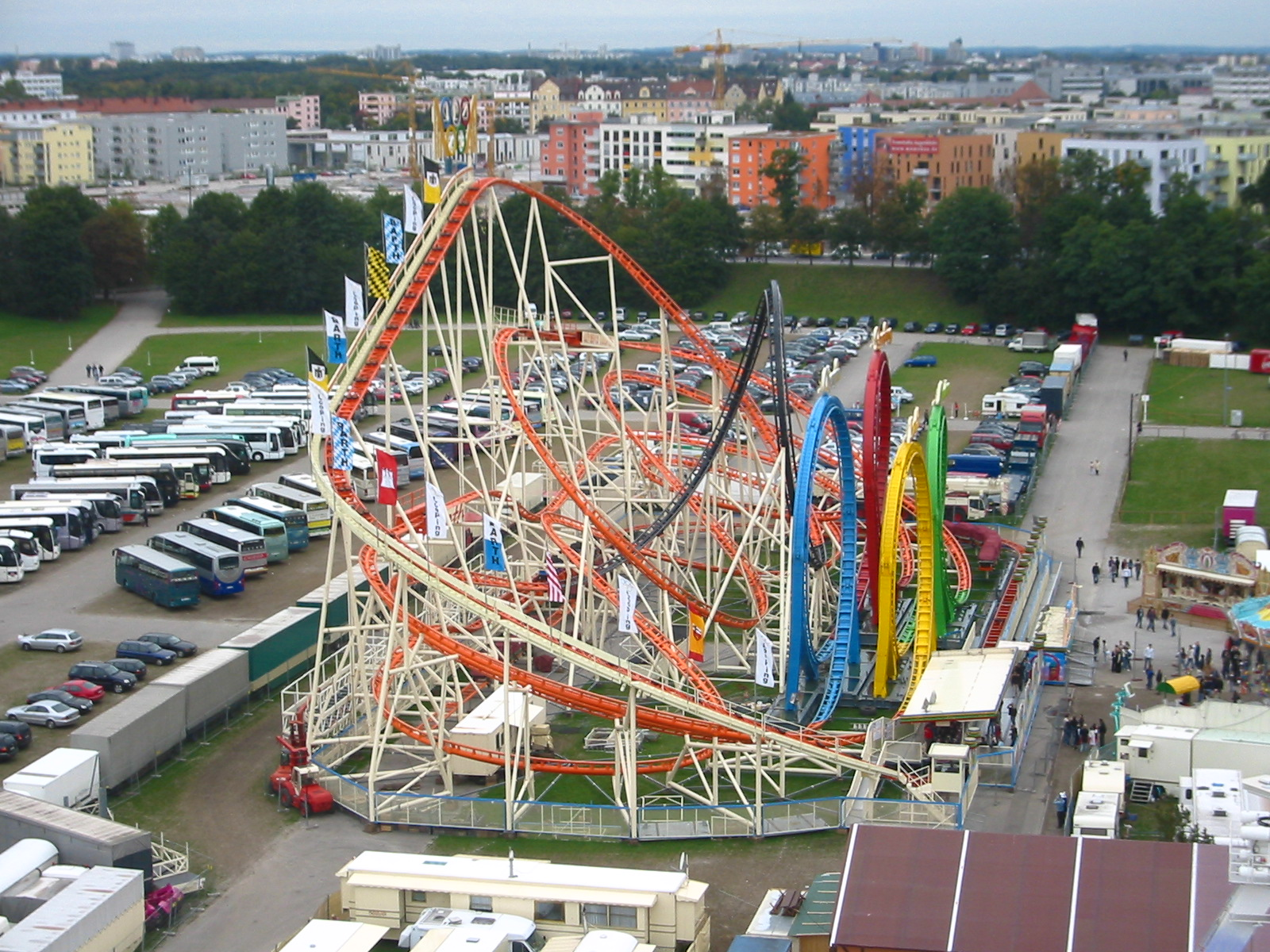
Vue de l'attraction depuis une grande roue.
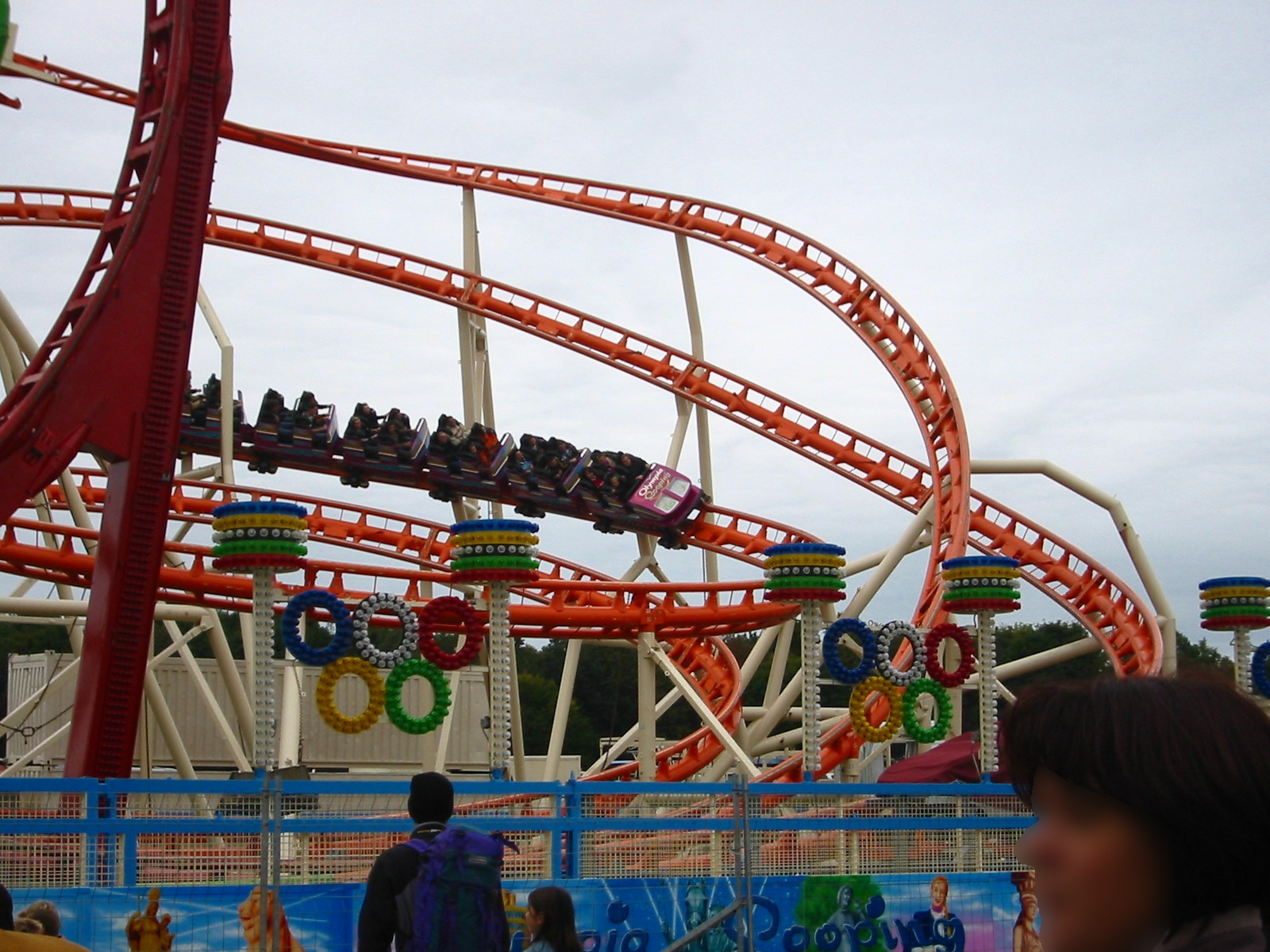
Train sur le parcours.
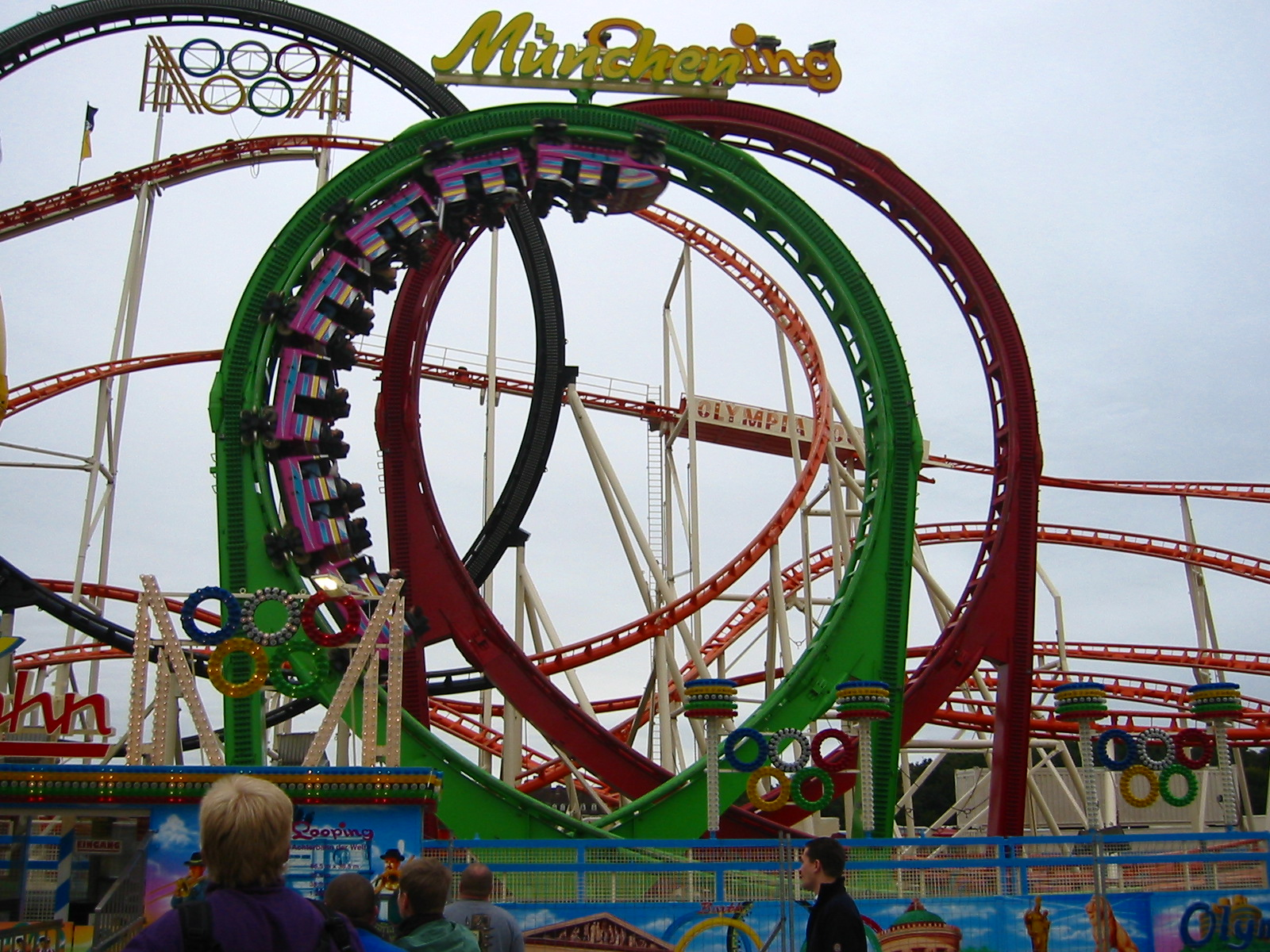
Looping de l'attraction.
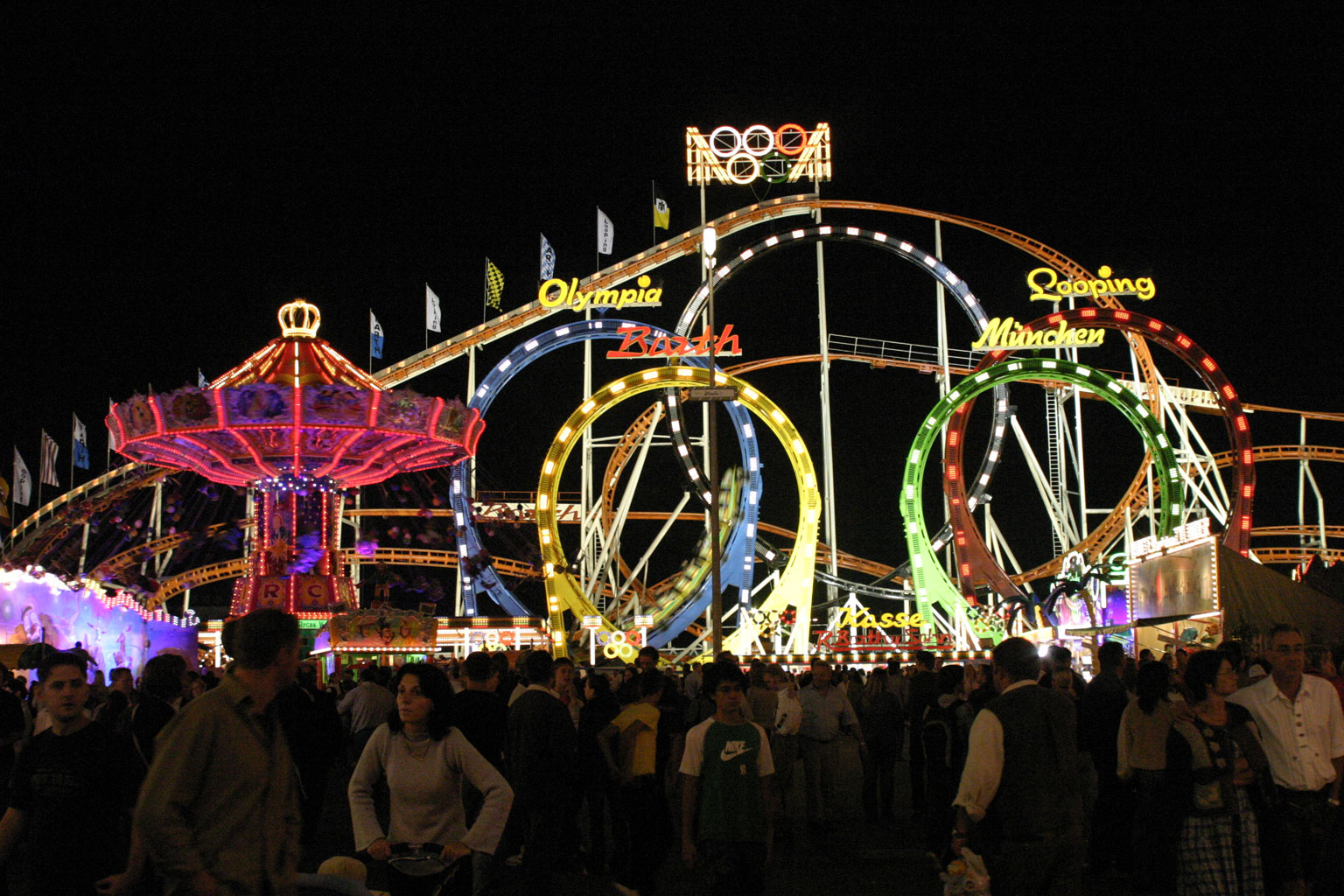
L'attraction vue de nuit.